# Vladkuzminita
La vladkuzminita és un mineral de la classe dels fosfats.

## Característiques
La vladkuzminita és un arsenat de fórmula química K₄CuZn₃(AsO₄)₄. Va ser aprovada com a espècie vàlida per l'Associació Mineralògica Internacional en el mes de febrer de l'any 2024, i encara resta pendent de publicació. Cristal·litza en el sistema monoclínic.
L'exemplar que va servir per a determinar l'espècie, el que es coneix com a material tipus, es troba conservat a les col·leccions del Museu Mineralògic Fersmann, de l'Acadèmia de Ciències de Rússia, a Moscou (Rússia), amb el número de registre: 6075/1.

## Formació i jaciments
Va ser descoberta a la fumarola Arsenàtnaia, situada al segon con d'escòria de l'avanç nord de la Gran erupció fisural del Tolbàtxik, al districte de Milkovsky (Territori de Kamtxatka, Rússia). Aquest indret és l'únic de tot el planeta on ha estat descrita aquesta espècie mineral.